# Carl Timoleon von Neff
Pour les articles homonymes, voir Neff.
Carl Timoleon von Neff (en russe : Тимофей Андреевич Нефф, Timofeï Andreïevitch Neff), né le 2 octobre 1804 (14 octobre dans le calendrier grégorien) ou 1805 au manoir de Neu Isenhof (aujourd'hui à Püssi) dans le Wierland du gouvernement d'Estland et mort le 24 décembre 1876 (5 janvier 1877 dans le calendrier grégorien) à Saint-Pétersbourg, est un peintre et conservateur germano-balte, sujet de l'Empire russe.

## Biographie
Carl Timoleon von Neff est l'enfant naturel d'une préceptrice française au manoir de Püssi, Félicité Neff. Il est envoyé étudier la peinture en 1824 à l'académie des beaux-arts de Dresde et s'installe en 1826 à Saint-Pétersbourg, où son talent le fait connaître des milieux de la cour impériale. Il se rend ensuite en Italie et fait un grand voyage en Russie en 1837 où il peint des scènes villageoises et des scènes de genre. Il est doyen de l'académie impériale des beaux-arts de Saint-Pétersbourg à partir de 1839 et peintre de la cour de Nicolas Ier. Il est membre honoraire de l'académie du dessin de Florence à partir de 1846.
Il épouse à l'été 1838 Louise von Kaulbars avec qui il a deux enfants. Neff est nommé professeur de l'académie impériale en 1849. Il achète deux ans plus tard le manoir de Piera dans la paroisse de Wesenberg (aujourd'hui Rakvere) dans son Wierland natal. C'est dans son atelier qu'il peint la plupart de ses œuvres. Il devient en 1864 conservateur du musée de l'Ermitage et s'occupe des collections des palais de la famille impériale. Il est introduit dans le grand monde de l'époque.
Neff est avant tout un portraitiste de la haute société et peint aussi des sujets bibliques ou mythologiques, ainsi que des scènes de genre. Il reçoit aussi des commandes de l'Église orthodoxe, comme pour la cathédrale Saint-Isaac de Saint-Pétersbourg, la cathédrale russe d'Helsingfors (aujourd'hui Helsinki), ou l'église russe de Wiesbaden.
En 1861, il est propriétaire en plus du château de Münkenhof, près de Ladikfer (aujourd'hui Laekvere), et assemble ainsi dans ses deux manoirs une collection importante de tableaux qui est à la base de la collection actuelle du musée d'art de Tallinn. Il reconstruit son nouveau manoir entre 1866 et 1872 en style néorenaissance et l'empereur Alexandre II lui offre même le grand escalier d'honneur en marbre.
Carl Timoleon von Neff repose au cimetière de Simuna (à l'époque: Sankt Simonis). Son fils Heinrich von Neff se voit confirmer ses privilèges de noblesse par l'assemblée de la noblesse du gouvernement d'Estland en 1881.

## Galerie

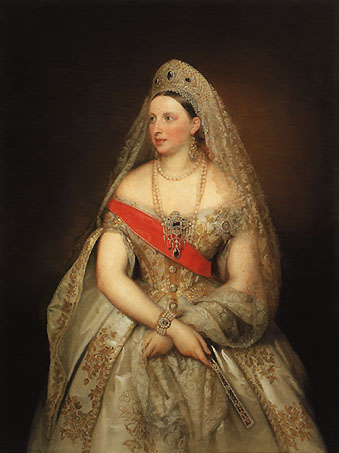
Portrait de la grande-duchesse Alexandra Petrovna.
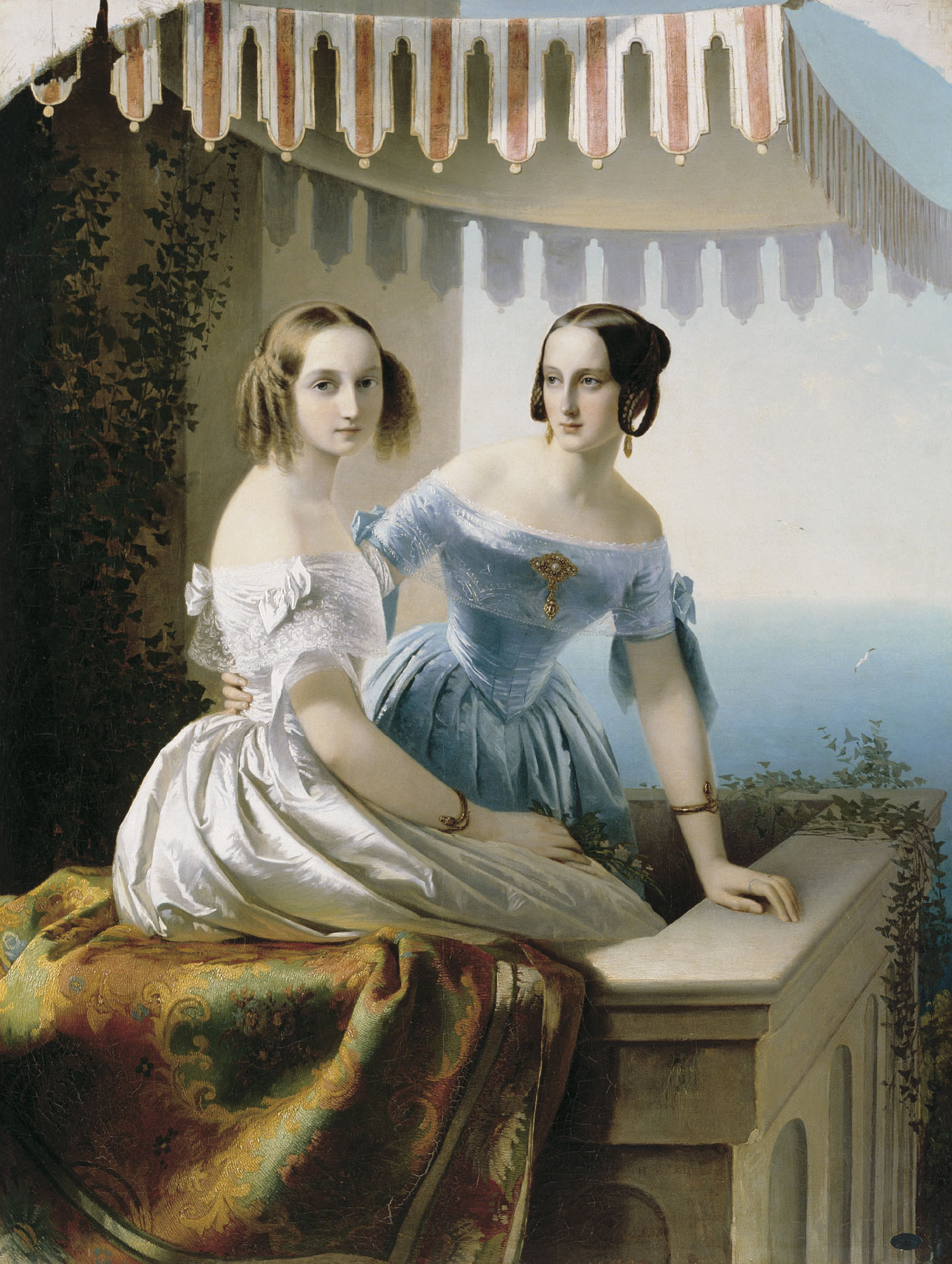
Portrait des grandes-duchesses Marie et Olga, filles de Nicolas Ier de Russie (1838).
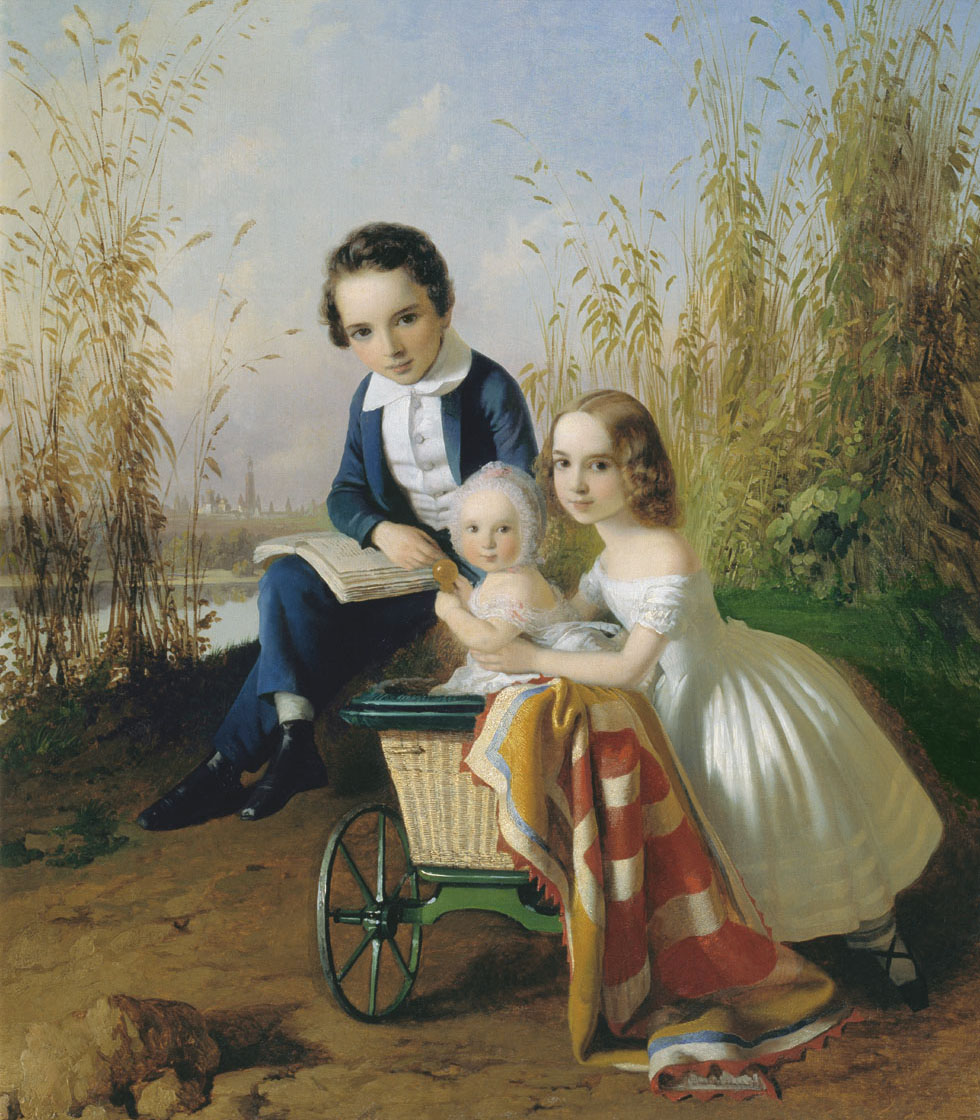
Portrait des enfants Olssoufiev (1840).
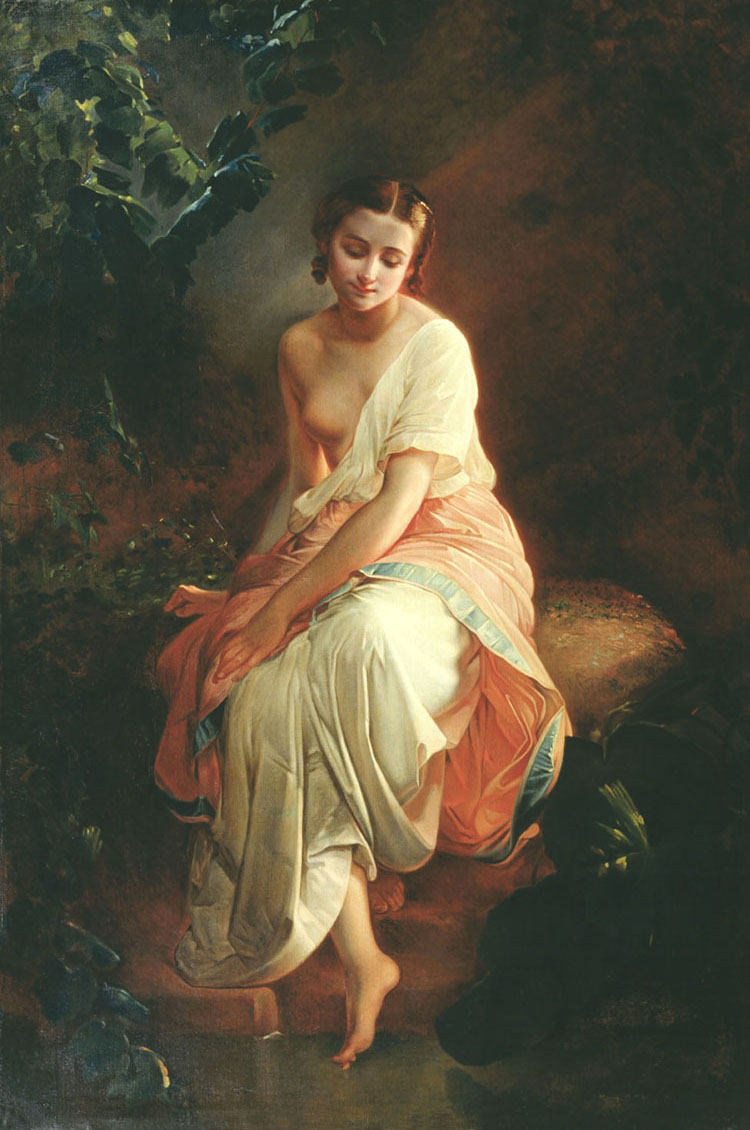
Baigneuse (Musée Russe).

## Décorations
- Ordre de Saint-Stanislas 1864
- Ordre de Sainte-Anne 1867
- Ordre de Saint-Vladimir 1874

### Biographie
- (ekk) Heino Ross, Carl Timoleon Neff, Tallinn, 2006.